# Jack Root
Jack Root (richtiger Name Janos Ruthaly; * 26. Mai 1876 in Frahelž, Böhmen (damals Österreich-Ungarn, heute Tschechien); † 10. Juni 1963 in Los Angeles, Kalifornien) war ein austro-amerikanischer Boxer und der erste Weltmeister in der damals neu geschaffenen Division des Halbschwergewichts.
Diesen Titel errang er in einem Kampf über 10 Runden gegen Charles „Kid“ McCoy am 22. April 1903 in Detroit, Michigan.
Am 3. Juli 1905 boxte er in Reno (Nevada) gegen Marvin Hart, den er drei Jahre zuvor in  Chicago schon einmal nach 6 Runden geschlagen hatte, um den – nach dem Rücktritt von James J. Jeffries – vakanten Titel des Schwergewichts-Champions. Er unterlag nach 12 Runden. Ringrichter in diesem Kampf war der zurückgetretene Weltmeister Jim Jeffries.
Im Jahr 2011 wurde Root in die International Boxing Hall of Fame aufgenommen.